# K-132 Irkutsk
Irkutsk (rusko Иркутск) je jedrska podmornica z manevrirnimi raketami razreda Antej Ruske vojne mornarice. Poimenovana je po Irkutsku. Njen gredelj je bil položen 8. maja 1985, splavljena je bila 29. decembra 1987, v uporabo pa je bila predana 30. decembra 1988. Projekt je razvil konstruktorski biro Rubin, glavni konstruktor pa je bil Igor Leonidovič Baranov. Razvoj predhodnega razreda Granit se je začel leta 1969, na njegovi osnovi pa je bil razvit izboljšan razred Antej. Izboljšave se nanašajo na manjšo hrupnost, izboljšano elektronsko opremo in sedemlistni propeler namesto štirilistnega. Je del 10. divizije podmornic Tihooceanske flote v Viljučinsku.
21. julija 1990 se je blizu Medvedjega otoka potopila na globino 460 m. Med 30. avgustom in 27. septembrom istega leta je opravila prehod čez Arktiko v Viljučinsk. Leta 1992 je izstrelila dve raketi P-700 Granit. 23. maja 1996 sta skupaj s podmornico Tver streljala rakete v isto tarčo. Od leta 1997 je bila neaktivna in je čakala na popravila.
Novembra 2001 je bil Irkutsk prepeljan na ladjedelnico Zvezda in leta 2008 se je začel remont. Sprva je bil načrtovan samo manjši remont, vendar je konstruktorski biro Rubin decembra 2011 razvil modernizacijo razreda 949AM, po kateri bi bila osnovna oborožitev razreda postala raketa Oniks namesto rakete Granit. 7. decembra 2013 je Ladjedelnica Zvezda sporočila, da bo Irkutsk moderniziran skladno z moderniziranim projektom Rubina. Leta 2019 je namestnik ruskega ministra za obrambo Aleksej Krivoručko sporočil, da bo podmornica nosila tudi najnovejše hiperzvočne rakete 3M-22 Cirkon, po modernizaciji pa bo imela še 10-letno življenjsko dobo. Strošek modernizacije se ocenjuje na 12 mrd RUB (182 mio USD).
Modernizacija naj bi se končala leta 2025 in 23. junija 2022 je podmornica začela morska preizkušanja.